# Crown Ground
Il Crown Ground, ufficialmente noto come Wham Stadium, è un impianto sportivo situato ad Accrington, Lancashire, Inghilterra. È la sede delle partite casalinghe del Accringon Stanley Football Club. Lo stadio ha una capacità di 5.450 posti.

## Storia
Inaugurato nel 1968, il Crown Ground fu costruito per sostituire l'Old Accrington Stanley Ground dopo la rifondazione dell'Accrington Stanley nello stesso anno, successiva alla liquidazione del club originale avvenuta nel 1966.L'impianto presentava strutture basilari, con una limitata capacità e pochi servizi per i tifosi. Gli spalti erano in gran parte terrapieni ed erano presenti poche aree coperte.
Durante gli anni '80 e '90, il Crown Ground iniziò a subire i primi significativi miglioramenti. L'incremento della base di tifosi e i successi della squadra nelle serie minori portarono a un maggiore interesse per lo stadio. Furono installati nuovi spalti, migliorate le strutture esistenti.
Con l'ingresso dell'Accrington Stanley nella Football League nel 2006, il Crown Ground subì una serie di ammodernamenti per conformarsi ai requisiti della lega. Tra le migliorie apportate vi furono l'installazione di nuovi seggiolini, il miglioramento delle strutture per la stampa e l'ampliamento delle tribune. al fine di aumentare la capacità dell'impianto.
Nel 2015, lo stadio fu ribattezzato Wham Stadium grazie ad un accordo di sponsorizzazione con What More UK Ltd., un'azienda locale produttrice di articoli per la casa e giardinaggio. Questo accordo non solo portò nuovi fondi al club, ma consentì anche ulteriori miglioramenti infrastrutturali. Tra questi, vi furono la costruzione di nuovi punti di ristoro, il miglioramento dei servizi igienici e l'introduzione di posti a sedere più confortevoli.

## Settori[6]
- Clayton End: Situato sul lato nord, è la tribuna riservata ai tifosi di casa, nota per ospitare gli Stanley Ultras. È una terrazza coperta con seggiolini nella parte anteriore per soddisfare gli standard della Football League.
- Whinney Hill Stand: Situata sul lato sud, è una piccola terrazza con seggiolini installati nella sezione coperta.
- Jack Barrett Memorial Stand: Situata sul lato ovest, è una tribuna coperta dedicata all'ex presidente omonimo del club. Ha sostituito una vecchia terrazza ed occupa circa la metà della lunghezza del campo, fornendo spazio per posti a sedere, posti per disabili e la zona stampa.
- Coppice Terrace: Situato sul lato est, è il settore riservato ai tifosi in trasferta con una capacità di 1.800 spettatori. Se necessario, una parte della Whinney Hill Terrace viene utilizzata per ospitare ulteriori tifosi in trasferta.

## Dati Statistici
L'affluenza media registrata è di circa 2.988 tifosi per partita.
Il record di affluenza è stato stabilito durante la partita Accrington Stanley-Derby County del 26 gennaio 2019, quarto turno della FA Cup, con 5.397 spettatori presenti. La partita terminò con il successo della squadra avversaria con il risultato di 0-1.